# Liste der Monuments historiques in Saint-Didier-en-Donjon
Die Liste der Monuments historiques in Saint-Didier-en-Donjon führt die Monuments historiques in der französischen Gemeinde Saint-Didier-en-Donjon auf.

## Liste der Bauwerke
| Bezeichnung                                     | Beschreibung            | Standort          | Kennzeichnung | Schutzstatus | Datum | Bild |
| ----------------------------------------------- | ----------------------- | ----------------- | ------------- | ------------ | ----- | ---- |
| Zwei Fachwerkhäuser (Fotos in der Base Mérimée) | Erbaut um 1600          | La Bazolle (Lage) | PA00093267    | Classé       | 1982  |      |
| Château des Millets (Foto in der Base Mérimée)  | Schloss, erbaut um 1600 | (Lage)            | PA03000042    | Inscrit      | 2009  |      |

## Liste der Objekte
| Bezeichnung                                                        | Beschreibung             | Standort                      | Kennzeichnung | Schutzstatus | Datum | Bild |
| ------------------------------------------------------------------ | ------------------------ | ----------------------------- | ------------- | ------------ | ----- | ---- |
| Gemälde Saint Jérome dans le désert (Foto in der Base Palissy)     | 17. Jahrhundert          | in der Kirche St-Léger (Lage) | PM03000438    | Classé       | 1972  |      |
| Gemälde Les pressentiments de la Vierge (Foto in der Base Palissy) | 18. oder 19. Jahrhundert | in der Kirche St-Léger (Lage) | PM03000439    | Classé       | 1972  |      |
| Zwei Eisengitter (Foto in der Base Palissy)                        | 13. Jahrhundert          | in der Kirche St-Léger (Lage) | PM03000437    | Classé       | 1964  |      |